# Dominique Maltais
Pour les articles homonymes, voir Maltais (homonymie).
Dominique Maltais, née le 9 novembre 1980 dans la municipalité de Petite-Rivière-Saint-François au Québec, est une snowboardeuse canadienne, spécialisée dans l'épreuve de snowboardcross.
Au niveau professionnel, elle a été pompière pour le Service de sécurité incendie de Montréal de 2002 à 2005. Depuis 2005, elle bénéficie d'un congé sabbatique exceptionnel pour se consacrer à son sport. Elle est incertaine à savoir si elle retournera pratiquer ce métier à la fin de sa carrière sportive. Elle atteint l'apogée de sa carrière au début des années 2010, étant numéro une mondiale de sa spécialité de 2011 à 2014.

## Palmarès

### Honneurs
- Médaille d'honneur de l'Assemblée nationale, 2006[1]
- Médaille de l'Assemblée nationale, 2006[2]

### Jeux olympiques
- Médaille de bronze en snowboard cross en 2006 à Turin (Italie) ;
- Médaille d'argent en snowboard cross en 2014 à Sotchi (Russie).

### Championnats du monde
- Médaille d'argent en snowboard cross en 2011 à La Molina (Espagne) ;
- Médaille d'argent en snowboard cross en 2013 à Stoneham (Canada).

### Winter X Games
- Médaille d'or en snowboard cross en 2012 à Aspen (États-Unis).

### Coupe du monde
- Meilleur classement général : 2e en 2012.
- 3 gros globes de cristal :
  - Vainqueur du classement snowboardcross en 2012, 2013 et 2014.
- 2 petits globes de cristal :
  - Vainqueur du classement snowboardcross en 2006 et en 2011.
- 38 podiums dont 15 victoires en snowboardcross.

#### Détail des victoires
- - Nassfeld-Hermagor (15 décembre 2004)
  - Bad Gastein (4 janvier 2006)
  - Furano (17 mars 2006)
  - Lech am Arlberg (7 décembre 2010)
  - Lech am Arlberg (8 décembre 2010)
  - Telluride (17 décembre 2010)
  - Blue Mountain (8 février 2012)
  - Montafon (7 décembre 2012)
  - Telluride (14 décembre 2013)
  - Arosa (9 mars 2013)
  - Sierra Nevada (21 mars 2013)
  - Vallnord-Arcalis (11 janvier 2014)
  - Veysonnaz (11 mars 2014)
  - La Molina (15 mars 2014)
  - Veysonnaz (15 mars 2015)

mise à jour : 16 mars 2015